# Garza Indijanci
Garza.- pleme Indijanaca s južne obale Rio Grande, kod Miera i Reville gdje su se održali do 1828. Prema nekima pripadaju porodici Comecrudan, Campbell ih drži za jednu od bandi Carrizo Indijanaca. Za Garze se misli da su isto pleme poznato kao Atanguaypacam, zabilježeno 1748. godine. Atanaguaypacam (Atanaguipacane) Indijanci živjeli su blizu ušća Rio Grande. Sredinom 19. stoljeća njihova naselja nalazila su se duž obala brojnih malenih zaljeva i otočića kod ušća Rio Grande. Atanaguaypacam Thomas N. Campbell smatra za Coahuiltece.